# Territorio de Obock
El territorio de Obock y dependencias es un antiguo territorio administrativo bajo el segundo espacio de colonización francesa, entre 1862 y 1896, ubicado en la actual República de Yibuti.

## Historia

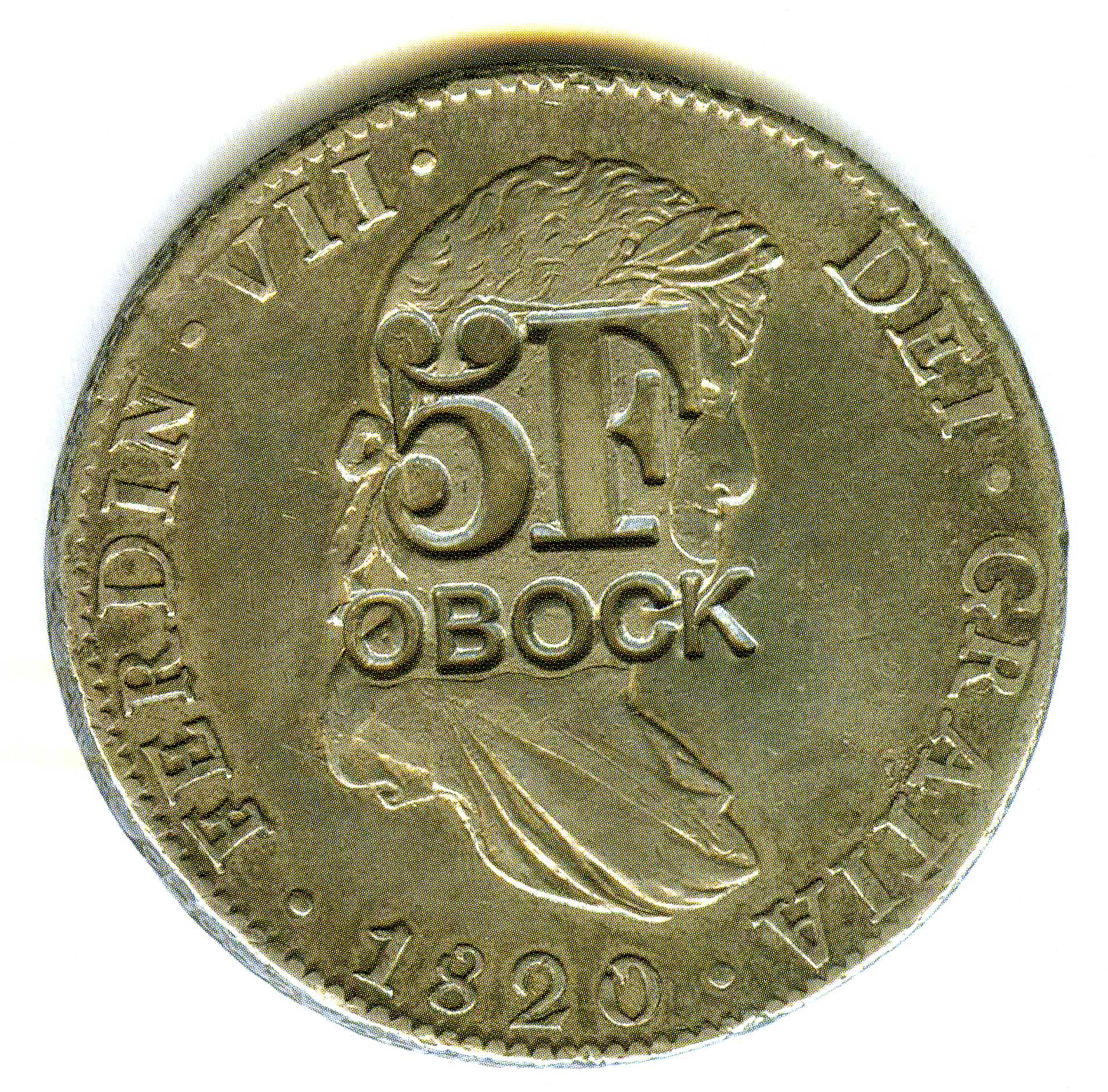
Moneda española de 8 reales (1820) contramarcada "5 francos Obock" durante los inicios de la presencia francesa en la región (década de 1880).

El 4 de junio de 1859, el exagente consular de Francia en Adén, Henri Lambert, es asesinado en el golfo de Tadjoura. Después de una investigación del enviado francés Stanislas Russel, el comandante de la estación naval en la costa este de África (con sede en Reunión), el vizconde Alphonse Fleuriot de Langle tuvo la tarea de arrestar a los presuntos culpables. Son entregados a las autoridades otomanas.
El 11 de marzo de 1862, representantes del "sultán" de Tadjoura (Diny Ahmed Aboubekr, Mohammed Hammed y Aboubekr Ibrahim Chahim), que llegó a París tras este incidente, llegó a un acuerdo con Édouard Thouvenel, ministro de asuntos exteriores de Napoleón III, por el que cedía a Francia "los puertos, rada y el fondeadero de Obock ubicados cerca de Cap Ras Bir con la llanura que se extiende desde Ras Aly en el sur hasta Ras Doumeirah en el norte". Francia compra este derecho por la suma de 10 000 táleros (55 000 francos de oro), que se pagan en mayo de 1862. Fue en esta ocasión que se tomó posesión oficial de Obock por el capitán de fragata Buret du Curieux, quien señaló en su informe al ministro de marina que estaba convencido de que si los habitantes de esta costa querían la presencia de los franceses, «es que estaban convencidos de que éramos indiferentes al comercio de esclavos y que autorizaríamos a sus dhows a enarbolar bandera francesa para encubrir su tráfico ilícito».
Sin embargo, el lugar no fue ocupado durante casi veinte años. Sólo unos pocos comerciantes se establecieron allí a partir de 1881. No fue hasta finales de 1883 que se envió una misión oficial para explorar el territorio bajo la dirección del comandante del Infernet, Conneau, acompañado por Léonce Lagarde. Es este último, que llegó a Obock el 4 de agosto de 1884, quien se convierte en el primer "comandante" del territorio. Se comprometió a extender la colonia a todo el golfo de Tadjoura, que se convirtió en el "territorio de Obock y dependencias".
Alrededor de 1895, Lagarde trasladó el centro de la administración colonial de Obock a la ciudad de Yibuti, al otro lado del golfo, luego los Messageries Maritimes también trasladaron allí su escala en noviembre de 1895. Los territorios se fusionan administrativamente en la costa somalí francesa el 20 de mayo de 1896.